# الدیهوئلا دو جرت
الدیهوئلا دو جرت (به اسپانیایی: Aldehuela de Jerte) یک شهرستان در اسپانیا است که در استان کاسرس واقع شده‌است.